# Lew Berg
Lew Siemionowicz Berg (ros. Лев Семёнович Берг, 1876–1950) – rosyjski ichtiolog i biogeograf, stworzył oryginalną klasyfikację ryb. Napisał ponad 600 prac z zakresu gleboznawstwa, geomorfologii i innych dziedzin.
Został odznaczony m.in. dwukrotnie Orderem Czerwonego Sztandaru Pracy. W 1934 roku uhonorowany tytułem zasłużonego działacza nauki RFSRR.